# Referendum in Lettonia del 1923
Il referendum in Lettonia del 1923 si svolse il 1° e il 2 settembre 1923 per chiedere agli elettori di impedire al governo di trasferire la chiesa di San Giacomo a Riga dai luterani alla chiesa cattolica romana. Sebbene la grande maggioranza abbia votato per la proposta, l'affluenza alle urne fu ben al di sotto del quorum richiesto, cosicché l'edificio della chiesa è stato successivamente dato alla Chiesa cattolica. 

## Contesto

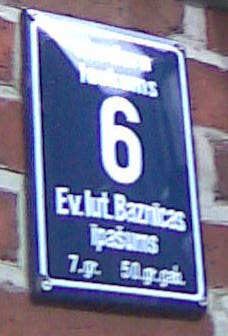
Una targa che segna la proprietà della chiesa luterana a Rīgas Doms (cattedrale luterana di Riga), Herdera laukums 6.

Consacrata nel 1225, la chiesa di San Giacomo a Riga divenne luterana nel 1522, durante la riforma protestante, e la prima chiesa luterana di lingua lettone. Affidata poi da Stefano I Báthory nel 1582 ai gesuiti come parte della Controriforma, nel 1621 venne ridata nuovamente ai luterani dopo che Gustavo II Adolfo di Svezia occupò Riga.
Su proposta del governo guidato dal primo ministro Zigfrīds Anna Meierovics, il 23 marzo 1923 il Saeima approvò una legge sulla consegna della chiesa luterana di San Giacomo al vescovo cattolico come conseguenza del concordato firmato con la Santa Sede il 30 maggio 1922 che stabiliva fosse il governo lettone a trovare una degna sede per la ricostituita arcidiocesi di Riga. Il presidente Cakste respinse la suddetta legge, ma il 20 aprile il Saeima approvò una versione della legge ancora più restrittiva, in base alla quale la cattedrale di Riga doveva essere consegnata al vescovo lettone-luterano; peraltro la nuova parte della legge non venne attuata momentaneamente.
Le mosse di Maierovics furono energicamente contrastate da Paul Schiemann, un importante difensore dei diritti delle minoranze, che affermò che il disegno di legge avrebbe abbandonato "i principi di uno stato di cultura e diritto" durante un dibattito parlamentare. Schiemann attirò la simpatia internazionale per la sua lotta a favore della Chiesa luterana e per essere riuscito ad ottenere l'indizione del primo referendum del paese.
Già dopo le deliberazioni in parlamento, i tedeschi baltici lanciarono un'iniziativa legislativa che mirava a vietare gli espropri di chiese a beneficio di altre confessioni. Tra il 22 aprile e il 13 maggio sono state raccolte 143.577 firme (circa il 15% dell'elettorato). Il 10 luglio, il Saeima ha respinto questa legge. 
I sostenitori del trasferimento chiesero invece il boicottaggio del referendum.

## Risultati
| Scelta                                  | voti    | %    |
| --------------------------------------- | ------- | ---- |
| Per                                     | 205.036 | 99,7 |
| Contro                                  | 550     | 0,3  |
| Voti non validi/vuoti                   | 150     | –    |
| Totale                                  | 205.736 | 100  |
| Elettori registrati/affluenza alle urne | 963,257 | 21,4 |
| Fonte: Nohlen & Stöver                  |         |      |

## Conseguenze
Sebbene il referendum fosse stato approvato da un ampio margine di votanti, l'affluenza alle urne fu solo del 21,4%.  Il referendum avrebbe richiesto infatti almeno 400.000 voti a favore per avere successo, ma ha raggiunto solo poco più della metà del numero.
Successivamente l'edificio della chiesa fu ceduto alla Chiesa Cattolica Romana, che lo assunse come propria cattedrale nel maggio successivo. I luterani furono anche costretti a condividere la cattedrale di Riga con i cattolici.
La consegna della chiesa di San Giacomo provocò sdegno in diversi Paesi protestanti e aumentò l'antisemitismo, infatti il primo ministro Meierovics che aveva tolto la chiesa ai luterani era ebreo e il mancato rispetto della proprietà dei beni ecclesiastici fu considerato una "provocazione giudaica anticristiana" come scrissero diversi giornali tedeschi: fu soprattutto la Germania ad avere un atteggiamento contrario perché la chiesa di San Giacomo era stata precedentemente assegnata al vescovo luterano di lingua lettone mentre quello di lingua tedesca avrebbe mantenuto l'antica cattedrale (all'epoca infatti la Chiesa luterana in Lettonia aveva un vescovo per i fedeli germanofoni e uno per quelli di lingua lettone). Per la perdita della chiesa di San Giacomo i due vescovi luterani dovettero condividere la vecchia cattedrale che fu poi concessa parzialmente anche ai cattolici aumentando gli attriti sia etnici che religiosi.